# Augustinerkloster (Speyer)
Das Augustinerkloster in Speyer war ein im 13. Jahrhundert gegründetes Bettelkloster.

## Geschichte
Nach der Gründung Mitte des 13. Jahrhunderts brannte das Kloster im Jahr 1334 ab und wurde dabei größtenteils zerstört. Kurz nach dem Brand wurde es wieder auf- und im 15. Jahrhundert umgebaut. Im Jahr 1430 wurden die Priore, Guardiane und Brüder von vier Klöstern, darunter auch des Augustinerklosters, auf ihren Wunsch in die Bürgerschaft der Stadt Speyer aufgenommen. Mit den Jahren kamen ehemals arme Orden durch Handel und Vermächtnisse zu Wohlstand. Im Jahr 1488 forderte der Rat der Stadt Speyer daher diese Klöster, darunter auch das Augustinerkloster, zu Abgaben für den Unterhalt des Söldnerheers nach dem Schutzvertrag von 1430 auf. Anfang des 16. Jahrhunderts wurden auch evangelische Messen in Quartieren des Augustinerklosters gehalten und 1526 bekannte sich u. a. der Augustinerprior Michael Diller zu Luthers Gedankengut. Nach der Berufung des Priors zum evangelischen Prediger der Stadt verließen einige Mönche das Kloster. 1570 kehrten nach einer Übereinkunft mit der Stadt einige Mönche zurück.

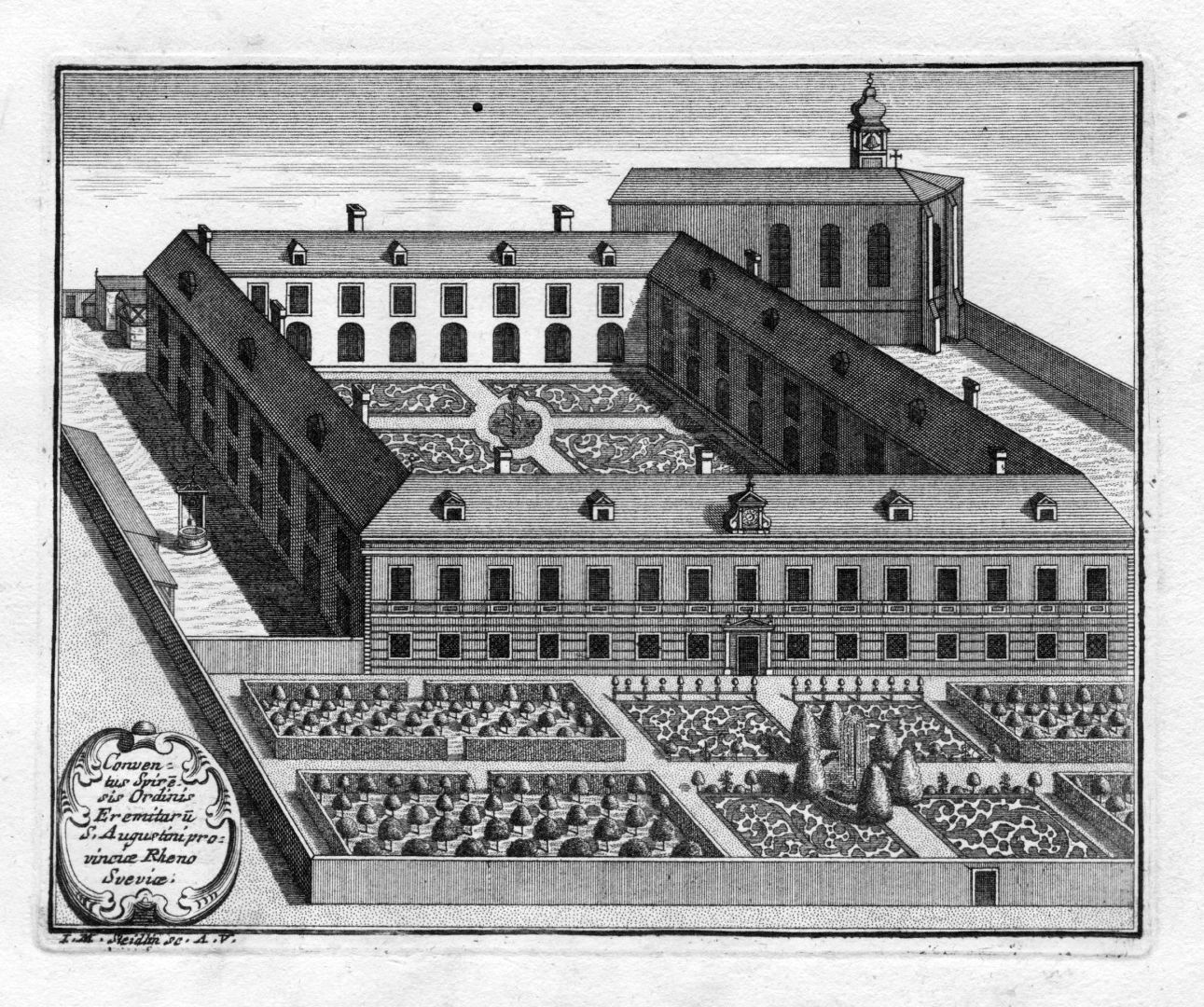
Kupferstich des Klosters von 1731

Beim Speyerer Stadtbrand von 1689 wurde das Kloster bis auf den Chor der aus dem 13. Jahrhundert stammenden gotischen Kirche zerstört. 1697 bis 1714 erfolgte der Wiederaufbau des Konvents auf den mittelalterlichen Grundmauern, 1733–37 erfolgte der Ausbau zur regelmäßigen Vierflügelanlage. Nach der Eroberung Speyers durch französische Truppen wurde das Konvent 1793 säkularisiert und die Gebäude verpachtet. 1804 erfolgte die Versteigerung der Gebäude an Privatpersonen, welche diese als Armenwohnungen nutzten. 1855 erwarb die Stadt unter Beibehaltung der Armenwohnungen die Gebäude. 1866 wurden alle Konventsgebäude, mit Ausnahme des Kreuzgangs abgerissen. Dabei fiel auch der gotische Chor der Spitzhacke zum Opfer. Auf der so entstandenen Fläche wurde 1866/67 nach Plänen von Max von Siebert ein Schulgebäude errichtet, in dessen Südflügel man den Kreuzgang integrierte. 1869 erfolgte im dritten Obergeschoss des Gebäudes die Gründung des Historischen Museums der Pfalz. Diese Sammlung zog 1910 in das von Gabriel von Seidel geplante Gebäude am Domplatz. 1982 wurde das Schulgebäude abgerissen. An seiner Stelle wurde 1985 die Hauptstelle der früheren Kreis- und Stadtsparkasse Speyer (jetzt Sparkasse Vorderpfalz) errichtet. Neben der Augustinergasse in der Nähe, die an das Kloster erinnert, ist auch der aus dem 15. Jahrhundert stammende Kreuzgang der ehemaligen Kirche mit den spätgotischen, spitzbögigen Maßwerkarkaden heute noch in der Wormser Straße 39 erhalten. Er wurde im Jahr 1982 abgebaut und vier Jahre später etwas versetzt und in anderer Zusammenstellung wieder errichtet. In Erinnerung an das Kloster wurde ein Veranstaltungssaal der Sparkassenhauptstelle Augustinersaal genannt.